# نصف‌النهار ۱۴۳ درجه شرقی
نصف‌النهار ۱۴۳ درجه شرقی ۱۴۳مین نصف‌النّهار شرقی از گرینویچ است که از لحاظ زمانی ۹ساعت و ۳۲دقیقه با گرینویچ اختلاف زمانی دارد.
این نصف‌النهار از قطب شمال شروع و از مناطق زیر گذشته و به قطب جنوب ختم می‌شود.
- روسیه
- استرالیا*اقیانوس آرام